# Hustlers (2019)
Hustlers ist ein US-amerikanisches Krimi-Filmdrama mit Elementen einer schwarzen Komödie aus dem Jahr 2019. Als Regisseurin und Drehbuchautorin fungierte Lorene Scafaria. Die Handlung des Films enthält aus der Realität übernommene Elemente und basiert auf einem in der Zeitschrift New York veröffentlichten Artikel der Autorin Jessica Pressler.
Der Film wurde erstmals im Februar 2016 angekündigt und sollte ursprünglich von Annapurna Pictures finanziert und vertrieben werden. Aufgrund finanzieller Schwierigkeiten verzichtete Annapurna jedoch im Oktober 2018 auf die Rechte. Nachdem STX Entertainment sie übernommen hatte, kam ein Großteil der Besetzung im Herbst des folgenden Frühjahrs hinzu, und die Dreharbeiten fanden von März bis Mai 2019 in New York City statt. Als Produzenten fungierten u. a. Jennifer Lopez (welche auch eine Hauptrolle spielt), Adam McKay und Will Ferrell.
Hustlers hatte seine Weltpremiere am 7. September 2019 auf dem Toronto International Film Festival 2019 und wurde am 13. September 2019 in den Vereinigten Staaten in die Kinos gebracht. In Deutschland kam der Film am 28. November 2019 in die Kinos. Der Film hat weltweit über 157 Millionen US-Dollar eingespielt und gemischte bis positive Kritiken von Kritikern und Publikum erhalten. Die Produktionskosten lagen bei 20,7 Millionen US-Dollar.

## Handlung
Im Jahr 2014 arbeitet die Journalistin Elizabeth an einer Geschichte, die die ehemalige New Yorker Stripperin Dorothy, bekannt als Destiny, und die ehemalige Freundin und Mentorin von Destiny, Ramona Vega, betrifft.
Sieben Jahre zuvor arbeitet Destiny im Moves, einem Strip-Club, um ihre Großmutter zu unterstützen, kommt aber kaum über die Runden. Fasziniert von Ramonas (einer anderen Stripperin) Erfolg und dem Geld, das sie verdient, kommt Destiny mit ihr ins Gespräch. Ramona erklärt sich bereit, Destiny unter ihre Fittiche zu nehmen, und die beiden bilden ein hervorragendes Team. Destiny genießt ihren neu gewonnenen Reichtum und führt eine tiefe Freundschaft mit Ramona. Ein Jahr später schlägt die Finanzkrise von 2007 zu, und beide Frauen finden sich ohne Arbeit wieder und verlieren den Kontakt zueinander. In dieser Zeit wird Destiny zu einer alleinerziehenden Mutter, die keine neue Arbeit findet.
Ohne andere Möglichkeiten kehrt Destiny schließlich zum Tanzen zurück. Doch das Moves hat sich verändert: Die Finanzkrise hat sich auf die Zahl der Kunden ausgewirkt, und der Club ist vor allem mit Tänzerinnen aus Russland besetzt, die regelmäßig bereit sind, für Geld sexuelle Handlungen auszuführen, eine Grenze, die auch Destiny in einem Moment der Verzweiflung überschreitet. Sie nimmt wieder Kontakt zu Ramona auf, die sie in ihre neue Strategie einführt. Zusammen mit ihren beiden Schützlingen, Mercedes und Annabelle, nimmt Ramona reiche Männer in Bars aufs Korn. Bei jedem Ausflug tun die Frauen so, als würden sie sich mit den Kunden betrinken, während sie den Männern heimlich einen Ketamin/MDMA-Mix zuführen; sobald sie betrunken sind, werden sie in das Moves eskortiert, wo die Gruppe einen festen Anteil der Kreditkartenabbuchungen ausgehandelt hat.
Dies erweist sich als sehr lukrativ, und die Frauen genießen ihre neue Quelle des Reichtums. Andere Stripperinnen beginnen jedoch, ihrer Strategie nachzueifern, dem Club Kunden für einen Anteil zu bringen. Wütend bricht Ramona ihre Geschäftsbeziehungen zu Moves ab mit der Begründung, dass sie ihre gesamten Einnahmen behalten können, und die Gruppe beginnt, die Kunden in Hotelzimmern oder bei sich zu Hause zu bedienen. Mercedes und Annabelle fühlen sich mit dieser neuen Praxis nicht mehr wohl und tauchen nicht mehr zuverlässig auf. Ramona stellt daher Frauen mit Drogenproblemen und Vorstrafen ein und beschafft Fremde als neue Kunden, weil sie ihre alten Clubkontakte gegen den Rat von Destiny verbrannt hat, was Destiny beunruhigt.
Die Befürchtungen von Destiny bewahrheiten sich, als ein Kunde, den Ramona für Mercedes gebucht hat, einen fast tödlichen Unfall erleidet und sie ihn ins Krankenhaus bringen muss, weil Ramona nicht erreicht werden konnte. Es zeigt sich, dass Ramona erneut damit beschäftigt war, Dawn, eine drogenabhängige Neueinstellung, die Destiny schlampig und unzuverlässig findet, vor dem Gefängnis zu retten. Bei ihrer Rückkehr nach Hause stellt Destiny fest, dass ihre Großmutter, die sie seit ihrer Kindheit aufgezogen hat, gestorben ist. Bei der Beerdigung leistet Ramona Wiedergutmachung und verspricht, sich von nun an um Destiny zu kümmern.
Danach kehrt die Handlung ins Jahr 2014 zurück, in dem Destiny eine Unterhaltung mit der Journalistin Elizabeth führt. Destiny ist es unangenehm und unterbricht das Interview, als Elizabeth darauf besteht, über Ramona zu sprechen und darüber, warum sie ihre Freundschaft beendet haben. Als Elizabeth nach Hause zurückkehrt, ruft Destiny an, um das Gespräch weiterzuführen, und erinnert sich, wie ihre Freundschaft mit Ramona – und ihr Verbrecherring – auseinanderfiel. Sie erklärt, dass Ramonas anhaltende Gefühllosigkeit einen Keil zwischen die Frauen trieb und dass Destiny ihre Verbrechen nicht mehr rechtfertigen konnte. Eines ihrer letzten Ziele war Doug, den Destiny als eine wirklich nette Person ansah. Doug ist später in der Lage, die Polizei davon zu überzeugen, seine Behauptung ausgeraubt worden zu sein, ernst zu nehmen, weil er Beweise für die Straftat der Gruppe hat, was dazu führte, dass Dawn von der Polizei aufgegriffen wird und sich schnell bereit erklärte, ein Abhörgerät zu tragen, um Destiny und Ramona zu belasten. Die Ermittler schafften es auch, mehrere andere Opfer ausfindig zu machen. Destiny, Ramona, Annabelle und Mercedes werden verhaftet, aber nur Destiny nimmt einen Deal an, bei dem sie keine Haftstrafe verbüßt, weil sie nicht will, dass ihre Tochter ohne Mutter aufwächst, wie sie es getan hat. Ramona wird zu fünf Jahren auf Bewährung verurteilt, während die anderen an Wochenenden kurze Gefängnisstrafen verbüßen, bevor sie auf Bewährung entlassen werden.
Einige Zeit später erhält Elizabeth einen Anruf von Destiny, die den veröffentlichten Artikel gelesen hat und sie fragt, ob Ramona jemals etwas über sie gesagt hat. Elizabeth verrät, dass sie Ramona nur ein einziges Mal interviewt hat, wobei sie erklärt, dass sie nach einem Zwischenfall begann, ihre wertvollsten Besitztümer immer bei sich zu behalten, einschließlich eines geschätzten Kindheitsfotos von Destiny. Ramona drückt aus, dass sie nie verstehen konnte, wie die Eltern von Destiny sie verlassen haben konnten. Am Ende ihres Anrufs ermutigt Elizabeth Destiny, Ramona die Hand zu reichen.

## Synchronisation
Die deutsche Synchronisation wurde bei Neue Tonfilm München nach Dialogbuch und Dialogregie von Eva Schaaf erstellt.
| Rolle               | Darsteller              | Synchronsprecher     |
| ------------------- | ----------------------- | -------------------- |
| Ramona Vega         | Jennifer Lopez          | Natascha Geisler     |
| Crystal             | Georgia Ximenes Lifsher | Ilena Gwisdalla      |
| Destiny             | Constance Wu            | Gabrielle Pietermann |
| Diamond             | Cardi B                 | Kathrin Gaube        |
| Elizabeth           | Julia Stiles            | Ranja Bonalana       |
| Georgia             | Ashley Neal             | Janina Dietz         |
| Mercedes            | Keke Palmer             | Lea Kalbhenn         |
| Annabelle           | Lili Reinhart           | Farina Brock         |
| Dawn                | Madeline Brewer         | Leslie-Vanessa Lill  |
| Mama                | Mercedes Ruehl          | Angelika Bender      |
| Destinys Großmutter | Wai Ching Ho            | Marion Hartmann      |
| Tracey              | Trace Lysette           | Jaqueline Belle      |

## Rezeption

### Kritiken
Der Film erhielt gemischte bis gute Kritiken. Bei Rotten Tomatoes sind 87 % der insgesamt 334 Kritiken positiv, die durchschnittliche Bewertung beträgt 7,3/10. Die Publikumsbewertungen sind zu 65 % positiv. In der Internet Movie Database hat der Film eine durchschnittliche Bewertung von 6,3/10. Hustlers wurde vom Time Magazine, HuffPost, und dem NPR zu einem der besten Filme des Jahres 2019 gewählt. Besonders gelobt wurde die schauspielerische Leistung von Jennifer Lopez.

„Vor allem der Spaß an Umkehrungen ist es (und die durch und durch gute Besetzung, mit Hip-Hop-Stars Lizzo und Cardi B als weitere Bestandteile der so quirligen wie solidarischen Stripperinnen-Community), dank derer der Film im Herzen ein schönes Stück Pop-Feminismus bleibt, selbst wenn er sich erzählerisch zunehmend verhebt und eine weitere Plotebene mit Julia Stiles als recherchierender Journalistin nicht ganz aufgehen mag. Allein die Poledance-Szene mit ihrer erotisch-subversiven Blickanordnung hat derartige Vorbehalte gewissermaßen schon im Vorhinein ausgehebelt.“

„‚Hustlers‘ ist ein unterhaltsames, energiegeladenes Charakterporträt starker Frauen, die sich im harten Pflaster New Yorks mit Finesse und Gewalt ihren Platz erkämpfen – und ein Paukenschlag-Comeback für Jennifer Lopez!“

### Auszeichnungen (Auswahl)
Chicago Film Critics Association Awards 2019
- Nominierung für das beste adaptierte Drehbuch (Lorene Scafaria)[12]
- Nominierung als beste Nebendarstellerin (Jennifer Lopez)[12]

Critics’ Choice Movie Awards 2020
- Nominierung als beste Nebendarstellerin (Jennifer Lopez)

Golden Globe Awards 2020
- Nominierung als beste Nebendarstellerin (Jennifer Lopez)[13]

Hollywood Critics Association Awards 2020
- Beste Nebendarstellerin (Jennifer Lopez)
- Nominierung als beste Regisseurin (Lorene Scafaria)
- Nominierung für das beste adaptierte Drehbuch (Lorene Scafaria)

Satellite Awards 2019
- Beste Nebendarstellerin (Jennifer Lopez)[14]
- Nominierung als bester Film – Komödie/Musical
- Nominierung als beste Hauptdarstellerin – Drama (Constance Wu)

Screen Actors Guild Awards 2020
- Nominierung als beste Nebendarstellerin (Jennifer Lopez)